# IPod touch (第7世代)
iPod touch（第7世代） とは、Appleが開発、発売していたiPod touch第7世代目のモデル。iPod touchはこの第7世代で最後のモデルとなり、iPodの20年余りの歴史に幕を閉じた。

## 概要
本モデルは2019年5月28日にiPod touch (第6世代)から4年ぶりに発売された。外観に大きな変更点はなく、6色のカラーバリエーション、カメラ、液晶、ヘッドフォンジャック、ホームボタンも前モデルと同じであるため、ケースや保護フィルムなど第6世代と同じアクセサリを流用する事が可能である。iPhone 7と同じA10チップを搭載し前モデルよりSoCは最大2倍、GPUは最大3倍高速化されARやグループFaceTimeにも対応した。しかし、動作速度はiPhone 7 / 7 Plusの2.33 GHzに対し、本モデルは1.64 GHzにダウンクロックされており、処理速度はおおよそA9チップ搭載のiPhone SE相当となる。メモリはiPhone 6sや7、SEと同様、2GB (LPDDR4)を搭載した。
本モデルでは「手前に傾けてスリープ解除」と「バッテリー残量（%）」表示の設定に対応した。Apple Payには対応しない。Touch ID、Face ID、3D Touchは搭載されず、着信/サイレントスイッチも無いが、コントロールセンターからの消音モードの設定をすることが可能。iPod touchはポータブルメディアプレイヤー（ミュージックプレイヤー）であって携帯電話ではないため、電話、パスコード入力画面左下にある「緊急」やSOS機能は搭載されていない。
本モデルでは16 GBと64 GBのモデルを廃止し、ストレージ容量は既存の32 GB、128 GBに加えて、新たに256 GBが用意された。32 GBモデルはストリーミングサービスやゲームなどに特化した低価格モデルとして、128 GBと256 GBのモデルは既存のiPod touchユーザー向けの大容量モデルとして用意された。なお、本モデルで256 GBの容量のものが発売されたことにより、iPod classic (第6.5世代)の160 GBを超えて、iPod touchシリーズがiPodファミリー全体で最大のストレージ容量を持つ機種となった。
2022年5月10日、Appleが本世代の在庫限りでの販売終了が発表されると同時に2001年から生産を続けてきたiPodシリーズの製造・販売を終了させることを明らかにした。
2022年6月7日に、WWDC22で発表されたiOS 16で、iPhone 6s / 6s Plus、iPhone SE (第1世代)、iPhone 7 / 7 Plusと共にサポート対象外となった。これにより、先代の第6世代の4年間に届かず発売から3年でサポート期間が終了となった。なお、iOS 15のセキュリティサポート自体は2024年12月現在、継続している。